# Chilo christophi
Chilo christophi là một loài bướm đêm trong họ Crambidae.